# The Clove, panorama cap a l'oest
The Clove, panorama cap a l'oest, és una obra de Thomas Cole, (1801 - 1848), un pintor estatunidenc d'origen britànic, considerat l'iniciador de l'Escola del Riu Hudson. Aquest llenç fou realitzat circa 1827.

## Introducció
Kaaterskill Clove és un congost, una vall profunda, a les Catskill Mountains, situada a l'oest de la vila de Palenville, estat de Nova York. The Clove va ser format per Kaaterskill Creek, un afluent de Catskill Creek, i s'estima pels geòlegs que podria tenir un milió d'anys d'antiguitat. En alguns punts el congost té una profunditat de 762 metres
Thomas Cole va fer diverses expedicions a les Catskill Mountains entre 1825 i 1826, una sortida al llac George (estat de Nova York) l'any 1826, i a les White Mountains de Nou Hampshire l'any 1827. Com era el seu hàbit, Cole va relatar les seves experiències en els seus poemes, cartes i en entrades als seu diaris. Tot i que no hi ha cap registre escrit sobre aquesta pintura en concret, existeixen notes sobre exploracions de llocs similars a les muntanyes Catskill, on Cole refereix les seves experiències. Tant aquestes anotacions com la pròpia pintura, parlen de les condicions amenaçadores i perilloses que havia superat personalment. La recompensa, tant pel pintor com per l'espectador, és una visió del sublim, una sensació exaltada de la Natura en la seva infinitud.

## Anàlisi de l'obra
The Clove és probablement l'obra mestra de la primera etapa de Cole. És una atrevida composició, dominada per forts contrastos de llum i ombra, en la qual Cole expressa moltes de les emocions que va experimentar, en contacte íntim amb la Natura verge nord-americana. La vista és cap a l'oest, amb les Berkshire Mountains visibles a la llunyania. El pas dels núvols de tempesta, el tronc de l'arbre cremat per un llamp, els colors de la tardor al bosc, i la figura solitària d'un indígena nord-americà, parlen de la solitud, la inquietud i de la destrucció, però la llum del Sol emergent, la profunda vista, i la font en forma d'una menuda cascada, parlen de la regeneració i de l'infinit.
Aquesta intensitat va portar a Cole a transformar l'estètica pictòrica del pintoresc, enunciada per teòrics com William Gilpin (1724–1804) i Uvedale Price (1747–1829) vers un estil personal assimilable a l'espiritualitat romàntica. Aquesta pintura, juntament amb alguns altres paisatges primerencs de Cole, com Sunny Morning on the Hudson River (1827), y Les Cascades de Kaaterskill, preparen el terreny per a ambicioses obres posteriors, com Schroon Mountain, Adirondacks (1838)